# Flexa Lyndo
Flexa Lyndo est un groupe belge de pop et rock alternatif, originaire de Namur, en Région wallonne.

## Historique
Loïc Bodson et Gaël Bertrand sont originaires de Namur, en Belgique. Ils forment le groupe De Profundis en 1993 avec Gaëtan Libertiaux alors qu'ils sont encore étudiants en droit, sciences et psychologie. Le label 62 TV Records les repère et leur demande d'enregistrer quatre titres pour un EP. Le trio fait du zèle et signe 10 morceaux. Avec deux EP en poche, De Profundis joue en première partie des Papas Fritas, de Chokebore, ou encore des Dandy Warhols. De Profundis comptera toujours un total de deux EP.
En 1998, le groupe se rebaptise Flexa Lyndo, et entre en studio à Liège, avec le producteur Federico Pelligrini, des Little Rabbits. Ils enregistrent 15 nouveaux titres qui constituent son 1er album 45 Minutes, chez 62 TV Records. Ce premier opus est catégorisé lo-fi. Rodolphe Coster rejoint le groupe aux claviers, et Little Everyday Masterplan sort en 2001 chez 62 TV Records,. L'album est suivi de nombreux concerts en 2002, avec notamment un passage au Dour Festival et en première partie de Placebo.
En 2005, Flexa Lyndo revient avec Slow Club, son troisième opus, produit par le groupe lui-même,. Pendant l'enregistrement de celui-ci, Rodolphe Coster quitte le groupe et de nombreux intervenants participent à sa réalisation : Nya, Marie V, Olivier Soree et Sam* en tant que graphiste et VJ. Ces trois derniers rejoignent la formation du groupe pour les concerts. En 2006, plusieurs projets parallèles voient le jour autour de Flexa Lyndo : Loïc B.O. (projet solo de Loïc Bodson), Bambi Kramer (créé par Marie V. et loïc b.o.), Mow (de Gaëtan Libertiaux et Gaël Bertrand), Les bonnes soirées de Victor B. et Flexa Lyndo, et F.L.A.M.E. (Flexa Lyndo Altered Magic Ensemble). Le groupe se sépare en 2007 pour poursuivre d'autres projets. En 2011, ils sortent le projet VHS.

## Discographie
- 2000 : 45 Minutes
- 2002 : Little Everyday Masterplan
- 2005 : Slow Club
- 2011 : VHS